# Nógrád vármegyei 2. sz. országgyűlési egyéni választókerület
A Nógrád vármegyei 2. sz. országgyűlési egyéni választókerület egyike annak a 106 választókerületnek, amelyre a 2011. évi CCIII. törvény Magyarország területét felosztja, és amelyben a választópolgárok egy-egy országgyűlési képviselőt választhatnak. A választókerület nevének szabványos rövidítése: Nógrád 02. OEVK. Székhelye: Balassagyarmat.

## Területe
A választókerület az alábbi településeket foglalja magába:
1. Alsópetény
2. Balassagyarmat
3. Bánk
4. Becske
5. Bér
6. Bercel
7. Berkenye
8. Borsosberény
9. Cserháthaláp
10. Cserhátsurány
11. Csesztve
12. Csitár
13. Debercsény
14. Dejtár
15. Diósjenő
16. Drégelypalánk
17. Ecseg
18. Egyházasgerge
19. Endrefalva
20. Erdőkürt
21. Erdőtarcsa
22. Érsekvadkert
23. Etes
24. Felsőpetény
25. Galgaguta
26. Herencsény
27. Hont
28. Horpács
29. Hugyag
30. Iliny
31. Ipolyszög
32. Ipolytarnóc
33. Ipolyvece
34. Kálló
35. Karancsalja
36. Karancsberény
37. Karancskeszi
38. Karancslapujtő
39. Karancsság
40. Keszeg
41. Kétbodony
42. Kisecset
43. Legénd
44. Litke
45. Ludányhalászi
46. Magyargéc
47. Magyarnándor
48. Mihálygerge
49. Mohora
50. Nagylóc
51. Nagyoroszi
52. Nézsa
53. Nógrád
54. Nógrádkövesd
55. Nógrádmarcal
56. Nógrádmegyer
57. Nógrádsáp
58. Nógrádsipek
59. Nógrádszakál
60. Nőtincs
61. Őrhalom
62. Ősagárd
63. Patak
64. Patvarc
65. Piliny
66. Pusztaberki
67. Rétság
68. Rimóc
69. Romhány
70. Ságújfalu
71. Szalmatercs
72. Szanda
73. Szátok
74. Szécsénke
75. Szécsény
76. Szécsényfelfalu
77. Szendehely
78. Szente
79. Szirák
80. Szügy
81. Terény
82. Tereske
83. Tolmács
84. Vanyarc
85. Varsány

## Országgyűlési képviselője
| Név          | Párt                                         | Párt        | Terminus | Megjegyzés                                   |
| ------------ | -------------------------------------------- | ----------- | -------- | -------------------------------------------- |
| Balla Mihály |                                              | Fidesz-KDNP | 2014 –   | A 2014-es országgyűlési választás eredménye: |
| Balla Mihály | A 2018-as országgyűlési választás eredménye: | Fidesz-KDNP | 2014 –   |                                              |
| Balla Mihály | A 2022-es országgyűlési választás eredménye: | Fidesz-KDNP | 2014 –   |                                              |

## Demográfiai profilja
| Iskolai végzettség                | Iskolai végzettség               | Iskolai végzettség | Iskolai végzettség | Iskolai végzettség |
| --------------------------------- | -------------------------------- | ------------------ | ------------------ | ------------------ |
|                                   |                                  |                    |                    | fő                 |
| Általános iskolát nem végezte el  | Általános iskolát nem végezte el |                    | 2730               | 2730               |
| Általános iskola                  | Általános iskola                 |                    | 20343              | 20343              |
| Szakmunkás                        | Szakmunkás                       |                    | 19791              | 19791              |
| Érettségi                         | Érettségi                        |                    | 24653              | 24653              |
| Diploma                           | Diploma                          |                    | 10245              | 10245              |
| A 2022. évi népszámlálás szerint. |                                  |                    |                    |                    |

A Nógrád vármegyei 2. sz. választókerület lakónépessége 2022. október 1-jén 95 422 fő volt. A 2011-es és a 2022-es népszámlálás között 7200 fővel csökkent a választókerület lakosság száma. A választókerületben a korösszetétel alapján a legtöbben a középkorúak élnek 34 065 fővel, míg a legkevesebben a gyermekek 18 385 fővel. A választókerület lakosságának a 80,1%-nál van internet elérési lehetőség.
A legmagasabb befejezett iskolai végzettség szerint az érettségi végzettséggel rendelkezők élnek a legtöbben 24 653 fő, utánuk a következő nagy csoport az általános iskolai végzettséggel rendelkezők 20 343 fővel.
Gazdasági aktivitás szerint a lakosság közel fele foglalkoztatott 42 513 fő, második legjelentősebb csoport az inaktív keresők, akik főleg nyugdíjasok 25 165 fővel.
A választókerület legjelentősebb nemzetiségi csoportja a cigány 4198 fő, illetve a szlovák 1632 fő. Magyar állampolgársággal nem rendelkező külföldi állampolgárok aránya 0,9%.
Vallási összetétel szerint a választókerületben lakók legnagyobb vallása a római katolikus (38 402 fő), valamint jelentős közösség még az rvangálikus (3954 fő). A vallási közösséghez nem tartozók száma szintén jelentős (5496 fő), a választókerületben a második legnagyobb csoport a római katolikus vallás után.

## Országgyűlési választások

### 2014
| Párt | Párt      | Jelölt                 | Szavazatok | %     | ± % |
| --- | --------- | ---------------------- | ---------- | ----- | --- |
| Fidesz–KDNP |           | Balla Mihály Tibor     | 24 564     | 48,82 |     |
| Jobbik |           | Kiss László            | 11 256     | 22,37 |     |
| Összefogás |           | Borenszki Ervin        | 10 358     | 20,58 |     |
| LMP |           | Zagyvai Sándor         | 1 542      | 3,06  |     |
| Munkáspárt |           | Frankfurter Zsuzsanna  | 628        | 1,25  |     |
| Egyéb pártok |           |                        | 1 972      | 3,92  |     |
| \| További jelöltek \| További jelöltek \| További jelöltek \| További jelöltek \| További jelöltek \| További jelöltek \| \| ----------------- \| ---------------- \| ---------------------- \| ---------------- \| ---------------- \| ---------------- \| \| A Haza Nem Eladó \| \| Török Tamásné \| 280 \| 0,56 \| \| \| SMS \| \| Mazgon Jelena \| 224 \| 0,45 \| \| \| MCP \| \| Rácz Jenő \| 223 \| 0,44 \| \| \| KTI \| \| Tóth Zoltán \| 208 \| 0,41 \| \| \| Zöldek \| \| Hegedűs Ervin \| 195 \| 0,39 \| \| \| Együtt 2014 \| \| Nagy József \| 166 \| 0,33 \| \| \| FKgP \| \| Szilvási István \| 115 \| 0,23 \| \| \| MCF \| \| Halasi Miklós \| 93 \| 0,18 \| \| \| Szociáldemokraták \| \| Makó András \| 85 \| 0,17 \| \| \| SEM \| \| Kovács Boglárka \| 81 \| 0,16 \| \| \| JESZ \| \| Németh László \| 74 \| 0,15 \| \| \| MSZDP \| \| Belák Vince Ottó \| 64 \| 0,13 \| \| \| SZEM–Nőpárt \| \| Ráczné Molnár Mária \| 55 \| 0,11 \| \| \| ÖP \| \| Czekó Erzsébet \| 46 \| 0,09 \| \| \| NÉP \| \| Rákosi György \| 37 \| 0,07 \| \| \| EU.ROM \| \| Szendreiné Kis Katalin \| 26 \| 0,05 \| \| \| KMSZ \| \| Lakatos Nikoletta \| 0 \| 0,00 \| \| \| MACSEP \| \| Vidák Zoltán \| 0 \| 0,00 \| \| |           |                        |            |       |     |
| Megjelent | Megjelent | Megjelent              | 51 188     | 61,70 |     |
| A Fidesz–KDNP nyeri meg a körzetet. |           |                        |            |       |     |
| További jelöltek |           |                        |            |       |     |
| A Haza Nem Eladó |           | Török Tamásné          | 280        | 0,56  |     |
| SMS |           | Mazgon Jelena          | 224        | 0,45  |     |
| MCP |           | Rácz Jenő              | 223        | 0,44  |     |
| KTI |           | Tóth Zoltán            | 208        | 0,41  |     |
| Zöldek |           | Hegedűs Ervin          | 195        | 0,39  |     |
| Együtt 2014 |           | Nagy József            | 166        | 0,33  |     |
| FKgP |           | Szilvási István        | 115        | 0,23  |     |
| MCF |           | Halasi Miklós          | 93         | 0,18  |     |
| Szociáldemokraták |           | Makó András            | 85         | 0,17  |     |
| SEM |           | Kovács Boglárka        | 81         | 0,16  |     |
| JESZ |           | Németh László          | 74         | 0,15  |     |
| MSZDP |           | Belák Vince Ottó       | 64         | 0,13  |     |
| SZEM–Nőpárt |           | Ráczné Molnár Mária    | 55         | 0,11  |     |
| ÖP |           | Czekó Erzsébet         | 46         | 0,09  |     |
| NÉP |           | Rákosi György          | 37         | 0,07  |     |
| EU.ROM |           | Szendreiné Kis Katalin | 26         | 0,05  |     |
| KMSZ |           | Lakatos Nikoletta      | 0          | 0,00  |     |
| MACSEP |           | Vidák Zoltán           | 0          | 0,00  |     |

### 2018
| Párt | Párt      | Jelölt                  | Szavazatok | %     | ± %  |
| --- | --------- | ----------------------- | ---------- | ----- | ---- |
| Fidesz–KDNP |           | Balla Mihály            | 29 754     | 54,26 | 5,44 |
| Jobbik |           | Dobrocsi Lénárd         | 15 062     | 27,47 | 5,10 |
| MSZP–Párbeszéd |           | Csukáné Szerémy Andrea  | 6 776      | 12,36 | 8,22 |
| LMP |           | Gyenes Szilárd          | 2 095      | 3,82  | 0,76 |
| Munkáspárt |           | Frankfurter Zsuzsanna   | 543        | 0,99  | 0,26 |
| Egyéb pártok |           |                         | 604        | 1,10  | 2,82 |
| \| További jelöltek \| További jelöltek \| További jelöltek \| További jelöltek \| További jelöltek \| További jelöltek \| \| --------------------- \| ---------------- \| ----------------------- \| ---------------- \| ---------------- \| ---------------- \| \| Független \| \| Ráczné Baranyi Georgina \| 122 \| 0,22 \| \| \| SEM \| \| László Magdolna \| 114 \| 0,21 \| 0,05 \| \| MCP \| \| Rácz Attila \| 94 \| 0,17 \| 0,27 \| \| KÖSSZ \| \| Susa Vendel József \| 74 \| 0,13 \| Új \| \| Rend Párt \| \| Pekár Csanád \| 64 \| 0,12 \| Új \| \| Közös Nevező \| \| Mazgon Jelena \| 55 \| 0,10 \| 0,35 \| \| Tenni Akarás Mozgalom \| \| Földiné Botos Marianna \| 36 \| 0,07 \| Új \| \| EU.ROM \| \| Jónásné Molnár Marianna \| 27 \| 0,05 \| 0,00 \| \| TAMP \| \| Gazsi Richárd Boldizsár \| 18 \| 0,03 \| Új \| |           |                         |            |       |      |
| Megjelent | Megjelent | Megjelent               | 55 526     | 68,76 | 7,06 |
| A Fidesz–KDNP nyeri meg a körzetet. |           |                         |            |       |      |
| További jelöltek |           |                         |            |       |      |
| Független |           | Ráczné Baranyi Georgina | 122        | 0,22  |      |
| SEM |           | László Magdolna         | 114        | 0,21  | 0,05 |
| MCP |           | Rácz Attila             | 94         | 0,17  | 0,27 |
| KÖSSZ |           | Susa Vendel József      | 74         | 0,13  | Új   |
| Rend Párt |           | Pekár Csanád            | 64         | 0,12  | Új   |
| Közös Nevező |           | Mazgon Jelena           | 55         | 0,10  | 0,35 |
| Tenni Akarás Mozgalom |           | Földiné Botos Marianna  | 36         | 0,07  | Új   |
| EU.ROM |           | Jónásné Molnár Marianna | 27         | 0,05  | 0,00 |
| TAMP |           | Gazsi Richárd Boldizsár | 18         | 0,03  | Új   |

### 2022
Az előválasztás során a választókerületben nem került sor egyéni képviselő-jelöltek közötti választásra.
| Párt                                   | Párt      | Jelölt                | Szavazatok | %     | ± %   |
| -------------------------------------- | --------- | --------------------- | ---------- | ----- | ----- |
| Fidesz–KDNP                            |           | Balla Mihály          | 31 921     | 60,08 | 5,82  |
| DK–Jobbik–Momentum– MSZP–Párbeszéd–LMP |           | Gyenes Szilárd        | 12 722     | 23,95 | 23,19 |
| Mi Hazánk                              |           | Dócs Dávid            | 6 315      | 11,89 | Új    |
| MKKP                                   |           | Márton Renáta         | 1 097      | 2,06  | Új    |
| MEMO                                   |           | Sopotnik László       | 471        | 0,89  | Új    |
| Munkáspárt–ISZOMM                      |           | Frankfurter Zsuzsanna | 339        | 0,64  | 0,35  |
| NÉP                                    |           | Domonkos Zoltán       | 265        | 0,50  | Új    |
| Megjelent                              | Megjelent | Megjelent             | 53 849     | 68,41 | 0,35  |
| A Fidesz–KDNP nyeri meg a körzetet.    |           |                       |            |       |       |

Habár a választókerületből a Fidesz–KDNP jelöltje, Balla Mihály nyerte el a mandátumot, a Mi Hazánk országos listájáról Dócs Dávid is bejutott az Országgyűlésbe.